# Station Vichenet
Station Vichenet is een voormalige spoorweghalte langs spoorlijn 144 (Gembloers - Jemeppe-sur-Sambre) in Vichenet een plaats van Bossière een deelgemeente van de stad Gembloers. De halte werd op 1 juni 1988 gesloten.
0,0: Gembloers ·
1,6: Chapelle-Dieu ·
5,1: Vichenet ·
7,1: Mazy ·
10,4: Onoz-Spy ·
12,9: Jemeppe-Froidmont ·
14,4: Jemeppe-sur-Sambre